# Fieberiella peloponnissi
Fieberiella peloponnissi är en insekt som beskrevs 1988 av Silke Meyer-Arndt utifrån ett specimen funnet i Grekland. Arten ingår i släktet Fieberiella och familjen dvärgstritar. Inga underarter finns listade i Catalogue of Life.